# Dabatcha'zz
Dabatcha'zz est un groupe de hip-hop français, composé de Sam Braha, Paul Kalfon, Fabrice Smadja et Pascal Ebony. Il est principalement connu pour son single Le Grand Pardon, produit dans un home studio sorti en 1997.

## Biographie
En 1998, Paul Kalfon, Sam Braha, Fabrice Smadja et Pascal Ebony, se présentent presque par hasard à des auditions lancées par EMI France qui les sélectionne pour enregistrer un album. Ils forment alors le groupe Dabatcha'zz et enregistrent leur premier single Le Grand pardon, publié la même année, et vendu à 150 000 exemplaires. Il est suivi du single Les misérables et de l'album Thérapie musicale.
La plupart des membres continuent une carrière solo. Paul Kalfon, de son côté, publie en 2001 son premier single en solo Sarcelles, extrait de l'album 26.
26